# 切学乡
切学乡，是中华人民共和国广西壮族自治区河池市东兰县下辖的一个乡镇级行政单位。行政区域面积84平方公里，位于东兰县东北部，距东兰县城36公里。2016年末有1861户，人口8992人，绝大部分为壮族。

## 地名
“切学”也称“切院”，是切学乡政府驻地，一说“切院”在壮语中意为“水浸田”。

## 历史
清代属东兰州，1912年东兰州改为东兰县，今切学乡地属之。1933年属东兰县隘洞乡。1961年从隘洞公社分设切学公社。1984年10月改为切学乡。

## 行政区划
切学乡下辖以下地区：
切学村、英西村、切亨村、板烈村和纳塘村。

## 旅游
主要旅游景点为切学千年古榕。

## 经济
农业主要种植水稻、玉米、板栗、油茶等。畜牧业以饲养生猪、家禽、山羊等为主。另还发展特色百香果种植、黑山猪养殖等。